# ذلهوم
ذلهوم (به هلندی: Zelhem) یک منطقهٔ مسکونی در هلند است که در برونک‌هورست واقع شده‌است. ذلهوم ۱۱٬۰۰۰ نفر جمعیت دارد.